# The Man from U.N.C.L.E. (film)
The Man from U.N.C.L.E. er en spionfilm fra 2015, der er instruret af Guy Ritchie og skrevet af Ritchie og Lionel Wigram. Den er baseret på MGMs tv-serie af samme navn fra 1964, der blev skabt af Norman Felton og Sam Rolfe. De medvirkende tæller Henry Cavill, Armie Hammer, Alicia Vikander, Elizabeth Debicki og Hugh Grant. Den blev produceret af RatPac-Dune Entertainment og Davis Entertainment. Desuden var Turner Entertainment Co., der har rettighederne til den oprindelige tv-serie, også involveret.
I 1993 skaffede John Davis rettighederne til en filmatisering af den oprindelige serie. Filmen endte dog i development hell grundet adskillige omskrivninger. Over årene var Matthew Vaughn, David Dobkin og Steven Soderbergh inde over som potentielle instruktører indtil Ritchie underskrev en kontrakt i marts 2013. Filmen havde prmæiere i Barcelona d. 2. august 2015, og den blev udgivet 14. august 14, 2015 af Warner Bros.
Den modtog blandede anmeldelser fra kritikerne var et flop, da den kun indspillede for $107 mio. mod et budget på $75–84 mio.. Rolling Stone havde filmen med på deres liste over de 50 bedste actionfilm nogensinde i 2021.

## Medvirkende
- Henry Cavill som Napoleon Solo
- Armie Hammer som Illya Kuryakin
- Alicia Vikander som Gaby Teller
- Elizabeth Debicki som Victoria Vinciguerra
- Sylvester Groth som Uncle Rudi
- Christian Berkel som Udo Teller
- Luca Calvani som Alexander Vinciguerra
- Misha Kuznetsov som Oleg
- Jared Harris som Adrian Sanders
- Hugh Grant som Alexander Waverly

## Eksterne Henvisninger
- Spionen fra U.N.C.L.E. på Internet Movie Database (engelsk)
- Spionen fra U.N.C.L.E. på Filmdatabasen
- Spionen fra U.N.C.L.E. på Scope
- Spionen fra U.N.C.L.E. i Svensk Filmdatabas (svensk)
- Spionen fra U.N.C.L.E. på AlloCiné (fransk)
- Spionen fra U.N.C.L.E. på MovieMeter (nederlandsk)
- Spionen fra U.N.C.L.E. på AllMovie (engelsk)
- Spionen fra U.N.C.L.E. hos American Film Institute (engelsk)
- Spionen fra U.N.C.L.E. hos British Film Institute (engelsk)
- Spionen fra U.N.C.L.E. på Turner Classic Movies (engelsk)